# Олександр Сулава
Сулава Олександр Георгійович (4 серпня 1901 — 29 грудня 1943) — грузинський радянський письменник і критик.
З 1925 по 1927 рік навчався в Тбіліському державному університеті.
Перші вірші опублікував у 1925 році, перші критичні статті в 1927.
Учасник Великої Вітчизняної війни. Секретар редакції газети при політвідділі 224 стрілецької дивізії. Потрапив в полон під час Керченської операції і помер в концтаборі.